# Племінна держава
Племінна держава — форма держави, що виникає внаслідок еволюції племінних об'єднань та пристосовує племінну організацію до потреб державного управління. Зазвичай складається з підкорених племен, які змушені сплачувати постійну данину володарю — колишньому племінному ватажку.
Племінні держави виникають на периферії цивілізацій і намагаються копіювати політичні практики розвинутіших держав . Але на відміну від них піддані племінних держав зазвичай можуть обходитися без будь-якої державної влади і визнають зверхність володарів лише доти, доки ті здатні нав'язувати їм свою волю силою зброї. З часом племінні держави або розпадаються, або набувають рис «справжньої» держави — з перетворенням володарів на монархів, а племінної знаті — на державну еліту, а одноплемінників володаря — на військо.